# Uwe Witt
Uwe Witt (nascido em 1 de outubro de 1959) é um político alemão. Nascido em Witten, North Rhine-Westphalia, ele representa a Alternativa para a Alemanha (AfD). Witt é membro do Bundestag pelo estado da Renânia do Norte-Vestfália desde 2017.

## Vida
Witt tornou-se membro do Bundestag após as eleições federais alemãs de 2017. É membro da Comissão de Trabalho e Assuntos Sociais e da Comissão de Saúde.